# Skalnica tatrzańska

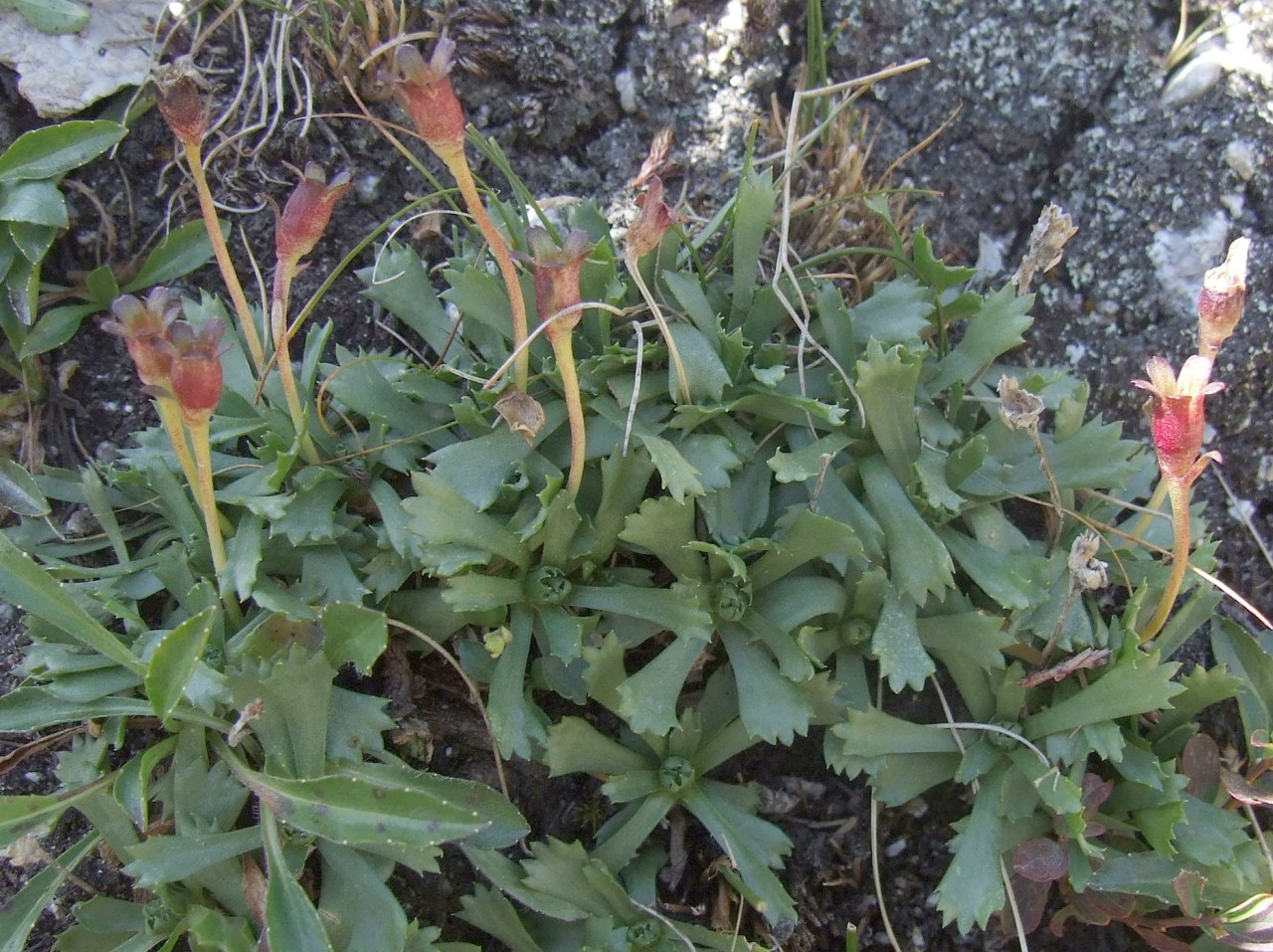
Okaz z dojrzałymi owocami

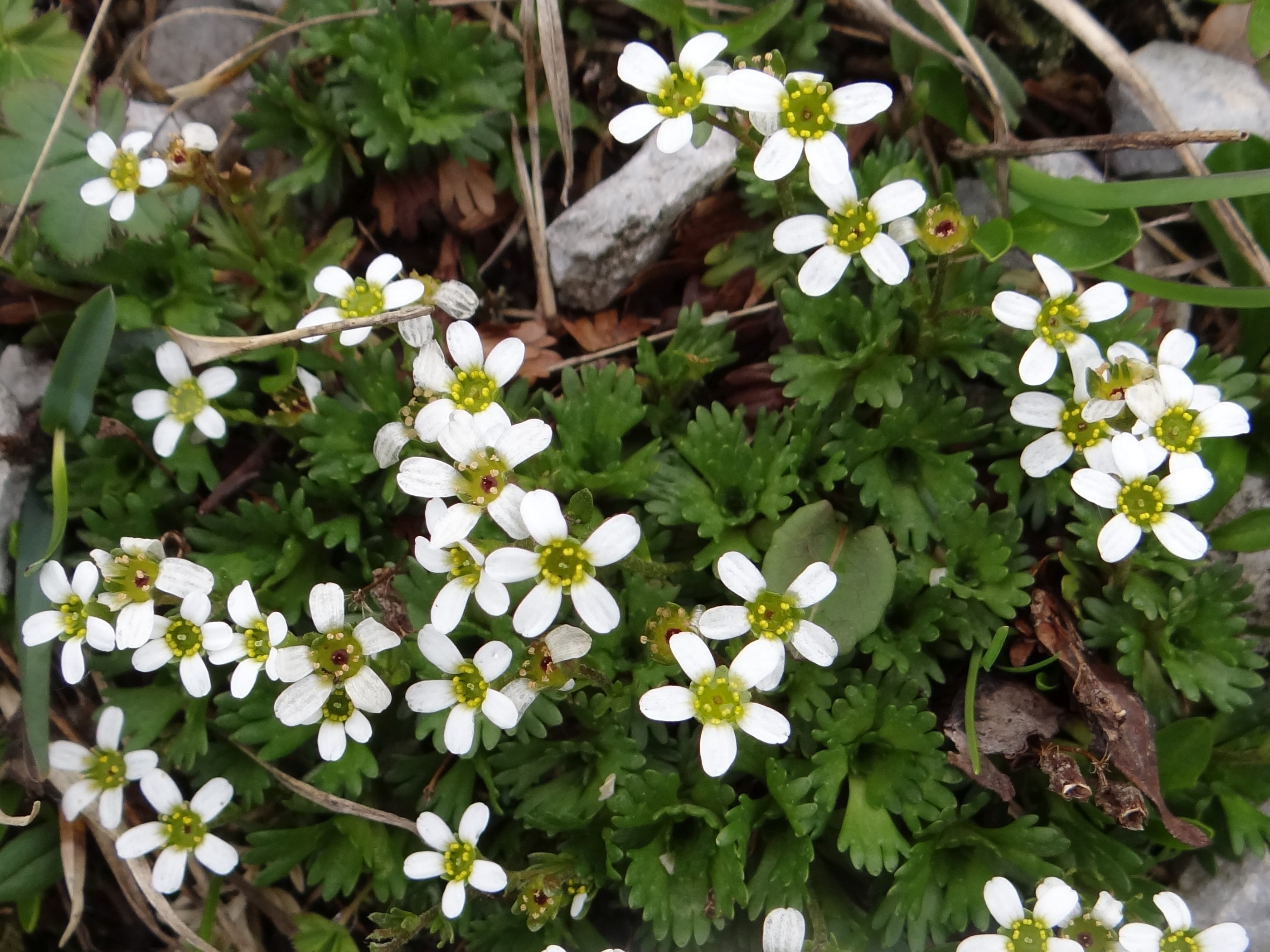

Skalnica tatrzańska (Saxifraga wahlenbergii Ball) – gatunek rośliny należący do rodziny skalnicowatych. 

## Rozmieszczenie geograficzne
Jest endemitem Karpat Zachodnich. Występuje na Wielkim Choczu, Małej Fatrze, w Tatrach i w Niżnych Tatrach. Poza tym obszarem nigdzie więcej na świecie nie rośnie w środowisku naturalnym. W Tatrach występuje w całym paśmie, głównie w wyższych położeniach (do 2540 m), w dół schodzi wzdłuż potoków do 880 m n.p.m.. Gatunkową, łacińską nazwę nadano roślinie dla uczczenia szwedzkiego botanika Görana Wahlenberga, który był autorem pierwszego opisu flory Tatr.

## Morfologia
PokrójRoślina darniowa, jej pędy tworzą dość gęste skupienia. Roślina owłosiona słabo, bez gruczołów. Kilkukomórkowe włoski są szczególne, ponieważ górny ich odcinek jest walcowaty (u innych gatunków główka jest krótka i gruba), występują zwłaszcza na młodych liściach i kielichach.
ŁodygaZe zwartej poduszki liści wyrastają do góry pojedyncze łodygi kwiatowe. Osiągają wysokość zaledwie do 10 cm. Zwykle nie posiadają one liści, albo mają tylko kilka małych listków, ustawionych skrętolegle.
LiścieŻywozielone, gęsto osadzone listki o długości 6–10 mm wyrastają skrętolegle tuż przy ziemi, tworząc poduszkę. Są one dość grube, mięsiste, zwężające się ku nasadzie. Cechą charakterystyczną jest ich kształt; są 3–5 klapowe, o odcinkach wydłużonych i tępych. Pod żywymi listkami zwykle jest pościółka z listków uschniętych.
KwiatyPędy kwiatowe wyrastają wyłącznie z kątów liści. Na ich wierzchołkach wyrasta kilka białych kwiatków (czasami tylko jeden). Mają one promienistą, pięciopłatkową koronę. Płatki korony są 2–3 razy dłuższe od działek kielicha. Wewnątrz korony 10 dużych pręcików, słupek jeden z dwoma szyjkami, więcej niż do połowy zrosły z dnem kwiatowym.
OwocTorebka pękająca na szczycie. Nasiona bardzo drobne, czarne.

## Biologia i ekologia
- Bylina. Roślina zakwita, jak na tatrzańskie warunki bardzo wcześnie – w niższych partiach gór nawet w kwietniu. W wyższych partiach gór później – dopiero po stopieniu śniegu. Rośnie w skupiskach, co jest jednym z rodzajów przystosowań roślin wysokogórskich do surowych warunków środowiska. Takie bliskie przyleganie roślinek do siebie chroni je przed silnymi wiatrami, zmniejsza parowanie wody i umożliwia lepsze wykorzystanie ciepła nagrzanej ziemi[6].
- Roślina górska, chamefit. Nie jest wymagająca, jeśli chodzi o podłoże – rośnie zarówno na wapieniach, jak i granitowym podłożu, częściej na wapieniach. Występuje zazwyczaj w miejscach bardziej wilgotnych, unika miejsc wystawionych na dużą ekspozycję słoneczną. Spotkać ją można na wilgotnych obrzeżach piargów, w cieniu skał, na obrzeżu lasów, w żlebach, w szczelinach skalnych i na półkach skalnych. Wykazuje dosyć dużą zmienność form w zależności od warunków środowiska[6].
- W klasyfikacji zbiorowisk roślinnych gatunek charakterystyczny dla zespołu Saxifragetum wahlenbergii[9].